# Applied Physics A
Applied Physics A: Materials Science and Processing is een internationaal, aan collegiale toetsing onderworpen wetenschappelijk tijdschrift op het gebied van de natuurkunde. De naam wordt in literatuurverwijzingen meestal afgekort tot Appl. Phys. A Mater. Sci. Process.
Het wordt uitgegeven door Springer Science+Business Media en verschijnt maandelijks.
Tot en met 1994 verscheen het tijdschrift onder de naam Applied physics. A, Solids and surfaces (ISSN 0721-7250). Dit ontstond toen in 1981 het tijdschrift Applied Physics werd gesplitst. Het eerste nummer van Applied Physics verscheen in 1973.